# جوناثان بيلباو
جوناثان بيلباو (بالإسبانية: Jonathan Bilbao) هو لاعب كرة قدم بيروفي، ولد في 29 يوليو 1999 في باركيسيميتو في فنزويلا. لعب مع Club Deportivo Universidad de San Martín de Porres ‏.

## وصلات خارجية
- جوناثان بيلباو على موقع قاعدة بيانات كرة القدم.إي يو (الإنجليزية)
- جوناثان بيلباو على موقع Soccerway.com (الإنجليزية)